# Petrus Leyten
Petrus Leyten (Heusdenhout/Ginneken, 16 juli 1834 – Breda, 17 mei 1914) was een Nederlands geestelijke en bisschop van de Rooms-Katholieke Kerk.
Leyten werd op 13 februari 1859, op 24-jarige leeftijd, tot priester gewijd. Op 2 april 1860 werd hij benoemd tot assistent te Ginneken en op 30 juni 1860 tot kapelaan te Alphen. Op 13 november 1872 werd Leyten aangesteld als Regent van het Klein Seminarie; op 13 augustus 1881 werd hij benoemd tot pastoor te Bavel.
Op 26 april 1885 werd Leyten door paus Leo XIII benoemd tot bisschop van Breda; de bisschopswijding ontving hij op 29 juni 1885.. Als wapenspreuk koos hij uit de slotregels van de gregoriaanse lofzang Te Deum: In te Domine speravi, Op u Heer heb ik mijn hoop gesteld.
Leyten was de eerste Nederlandse bisschop die, in een Vastenbrief (1912), zijn gelovigen aanbeval naast de katechismus ook een bijbel voor eigen gebruik in huis te halen. Hem stond daarbij overigens in eerste instantie alleen het Nieuwe Testament voor ogen - niet het Oude, dat destijds in een 'katholieke', Nederlandse vertaling nog niet beschikbaar was..
Leyten diende 54 jaar als priester en 29 jaar als bisschop. Hij werd als bisschop van Breda opgevolgd door Petrus Hopmans.
- International Standard Name Identifier: 0000 0003 8765 2003
- Nederlandse Thesaurus van Auteursnamen: 073584975
- Virtual International Authority File: 280642814
- WorldCat: E39PBJkT843Q3hkGRQjhRYbrv3